# Libertárius konzervativizmus
A libertárius konzervativizmus vagy konzervatív libertarianizmus a libertarianizmus és a konzervativizmus összeolvasztása. Gazdaságilag és a szabadságot tekintve libertarianizmus, inkább csak életmódjában konzervatív, azaz nem veti el a konzervatív kulturális értékeket. Gyakran idézik Ronald Reagant, aki szerint a konzervativizmus szíve és lelke a libertarianizmus. A libertárius konzervatívok támogatják az erős nemzeti védelmet, de elutasítják a birodalomépítést. Ugyanakkor az amerikai libertárius konzervatívok hisznek abban, hogy az állam visszaszorításának legjobb módja az amerikai alkotmány érvényre juttatása.

## Politikai pártok
- Koalíció a Köztársaság Megújítására – Szabadság és Remény - Lengyelország.
- Libertárius Párt (Amerikai Egyesült Államok) - Amerikai Egyesült Államok.

## Külső hivatkozások
- Libertárius.hu
- A konzervativizmus és a libertarianizmus (konzervatorium.hu)